# Saison 1937-1938 des Girondins de Bordeaux
Chronologie
Saison suivante
Cet article relate la saison 1937-1938 des Girondins de Bordeaux. Il s’agissait de la première saison professionnelle des Girondins.

## Staff technique
Entraineur :  Benito Díaz Iraola

## Les rencontres de la saison

### Division 2
Le championnat de Division 2 se déroule en 2 phases de poules. Les Girondins vont d'abord jouer dans la poule sud est ils finissent 6e. Les Girondins perdent notamment 7-2 à Saint-Étienne
| Rang | Équipe                | Pts | J  | G | N | P | Bp | Bc | Diff |
| ---- | --------------------- | --- | -- | - | - | - | -- | -- | ---- |
| 6    | Girondins de Bordeaux | 5   | 12 | 1 | 3 | 8 | 23 | 33 | -10  |

Ensuite lors de la phase suivante ils finissent 3e de leur poule et se maintiennent ainsi en D2.
| # | Club                  | Joués | V | N | D | bp:bc | +/- | Points |
| - | --------------------- | ----- | - | - | - | ----- | --- | ------ |
| 3 | Girondins de Bordeaux | 16    | 8 | 1 | 7 | 29-26 | +3  | 17     |

 Victoire à 2 points

### Coupe de France
Les Bordelais sont défaits en 32e de finale, 4 but à 2 contre l'Olympique de Marseille
| Coupe de France, 32e de finale      | Olympique de Marseille | 4 - 2 | FC Girondins de Bordeaux | Marseille |
| Dimanche 19 décembre 1937 19 heures |                        |       |                          |           |
|                                     |                        |       |                          |           |